# Petronella van Randwijk
Petronella van Randwijk   (Utrecht, 14 de setembre de 1905 - la Haia, 21 de setembre de 1978) va ser una gimnasta artística neerlandesa que va competir durant la dècada de 1920.
El 1928 va prendre part en els Jocs Olímpics d'Amsterdam, on guanyà la medalla d'or en el concurs complet per equips del programa de gimnàstica.